# Éracle
Éracle (??? - 971) fut évêque de Liège de 959 à 971 et abbé de Lobbes de 959 à 960.

## Biographie
Saxon d'origine noble, il est le prédécesseur du premier prince-évêque de Liège, Notger.
Doyen de la collégiale de Bonn, il est nommé évêque de Liège. Il est le fondateur de la collégiale Saint-Martin et de la collégiale Saint-Paul, devenue cathédrale au début du XIXe siècle. Il fit bâtir les églises de la Madeleine, Saint-Séverin et Sainte-Marguerite. Il serait aussi le fondateur de l'abbaye bénédictine de Saint-Laurent mais certains historiens contestent ce fait et pensent que cette abbaye existait déjà un siècle plus tôt. Il réorganisera les écoles liégeoises.
Il détacha l'évêché de l'abbaye de Lobbes dont il remit en 961 le gouvernement à un abbé particulier (depuis 888, l'évêque de Liège était aussi abbé de Lobbes).
Son mausolée se trouve dans le cœur de la collégiale Saint-Martin.

## Hommage
La rue Éracle lui a été dédiée à Liège.